# Edmondo De Amicis
Edmondo Mario Alberto De Amicis (Oneglia, Italia, 21 de octubre de 1846-Bordighera, Italia, 11 de marzo de 1908), conocido como Edmondo de Amicis o Edmundo de Amicis, fue un escritor italiano, novelista, periodista y autor de libros de viajes. Es más recordado, sobre todo, por su novela Corazón: Diario de un niño, de 1886.[cita requerida]

## Biografía
Tuvo su primer contacto con la literatura en Cúneo. Estudió en un liceo de Turín. Entró a los dieciséis años en la Academia Militar de Módena, donde obtuvo el título de oficial. Con esta categoría participó en la batalla de Custoza de 1866. Luego se haría viajero y escritor, reflejando en sus obras las vivencias de sus viajes. Su obra se caracteriza por la mezcla del romanticismo y el realismo con un propósito altamente ético en el sentido de orientar al lector siempre hacia el bien.
Marruecos (1876), España (1873) y Holanda (1874) son algunos de los numerosos libros de viajes que alcanzaron también éxito por la facilidad demostrada para describir rápidamente los lugares y costumbres que se ofrecen ante su vista. Posteriormente, escribió su novela Los amigos (Gli amici, 1883).
De Amicis más tarde se uniría al Partido Socialista, en cuyo periódico Il Grido del Popolo publicó artículos que luego reunió en su libro Cuestión social (Questione sociale, 1894), sobre el cual dictó varias conferencias. Vuelve a la actividad literaria con Novela de un maestro (1890), cuyo estilo, diferente al empleado en sus obras anteriores, según ciertos críticos fue amargo y desencantado. Su siguiente trabajo, L'idioma gentile (1905), fue una apología no solo de la lengua italiana, sino también de las tradiciones y cultura de su país.
Anteriormente, publicó en 1886 su obra, tal vez la más conocida, Corazón (en español Corazón: Diario de un niño, concebida en la forma de diario personal): la narración sigue a Enrique a lo largo de su año escolar como alumno de tercer grado en una escuela municipal de Turín, alternado con narraciones de tono emotivo. Fue traducida a múltiples idiomas y llevada al cine y la televisión y posteriormente, en forma de dibujos animados, en la serie japonesa Marco, de los Apeninos a los Andes, inspirada en la narración interpolada en este libro así denominada.

## Obras
- La vita militare (1868) (La vida militar)
- Novelle (1872) (Novelas)
- Ricordi del 1870-1871 (Recuerdos del 1870-1871)
- La Spagna (1872) (España, viaje durante el reinado de Amadeo I de Saboya, 2002)
- Ricordi di Londra (1873) (Recuerdos de Londres, 2008)
- Ricordi di Parigi (1878) (Recuerdos de París, 2008)
- Costantinopoli (1878/79) (Constantinopla, 2007)
- El vino y sus efectos psicológicos (1880)
- Gli Amici (1883) (Los amigos)
- Cuore (1886) (Corazón, trad. de Hermenegildo Giner de los Ríos. Ed. Hernando 1887)
- En el Océano (1890) (trad. de H. Giner de los Ríos. Ed. Clerici, Maucoi y Restelli 1898)
- Amor y gimnasia (Amore e ginnastica, 1892).
- El pequeño escribiente florentino